# 馮金鑑
馮金鑑（1841年—？），字心蘭，浙江桐鄉縣人，清朝官员、進士出身。
監生出身，同治六年，鄉試中舉；光緒二年，登進士，改庶吉士。次年，授翰林院編修。光緒五年（1879年），任顺天府鄉試同考官。光緒七年，任國史館協修。次年，任雲南鄉試副考官。光緒十三年，任湖廣道監察御史。光緒十六年，任福建道監察御史。光緒十七年，掌廣東道監察御史。光緒十八年，任會試同考官。光緒十九年，協理京畿道監察御史、掌京畿道監察御史。光緒二十年，任會試內簾監試官、廣西學政。光緒二十一年，任戶科給事中。光緒二十四年（1898年），升任戶科掌印給事中。后官至四川川北道。